# (400229) 2007 EY115
(400229) 2007 EY115 es un asteroide perteneciente al cinturón de asteroides, descubierto el 13 de marzo de 2007 por el equipo del Mount Lemmon Survey desde el Observatorio del Monte Lemmon, Arizona, Estados Unidos.

## Designación y nombre
Designado provisionalmente como 2007 EY115.

## Características orbitales
2007 EY115 está situado a una distancia media del Sol de 2,212 ua, pudiendo alejarse hasta 2,490 ua y acercarse hasta 1,935 ua. Su excentricidad es 0,125 y la inclinación orbital 7,173 grados. Emplea 1202,41 días en completar una órbita alrededor del Sol.

## Características físicas
La magnitud absoluta de 2007 EY115 es 18.